# Søslaget ved Øresund (1427)
Slaget ved Øresund den 11. juli 1427 var et søslag mellem Kalmarunionen og Hansestæderne i krigen om Slesvig. Da de involverede skibe manøvrerede fra Øresund til Københavns kyst og ind i Køge Bugt, bliver slaget nogle gange omtalt som søslaget ved København eller søslaget i Køge Bugt.

## Baggrund
Erik af Pommern, konge af Kalmarunionen, indførte Øresundstolden i 1426. Det fremkaldte en krig med Hanseforbundet, da deres skibe skulle igennem Øresund for at kunne handle med Vesteuropa. De skibe, der sejlede gennem Øresund og ikke ønskede at betale denne told, blev arresteret af danske krigsskibe. For at beskytte Baiensalz-flåden, der vendte tilbage fra Vesteuropa, blev en hanseatisk krigsflåde sendt ind i Øresund som eskorte.

## Kampen i Øresund og Køge Bugt
Under kommando af Lübecks borgmester Tidemann Steen angreb 36 krigsskibe fra Lübeck, Hamburg og Wismar 33 danske og svenske krigsskibe uden for København, som var under kommando af hertug Barnim den 3. af Pommern. Ifølge nogle historikere var nogle af de nordiske skibe engelske kapere med engelske besætninger.
På trods af at Steen Tideman var blivet beordret til ikke at deltage i kamp, før handelsskibene var sikret, angreb Steen dog alligevel den danske flåde. Barnim lod de danske og svenske eskadroner operere hver for sig. Steen, der så det, valgte at gøre det sammen med sin flåde. Steen førte selv Lübeck-eskadronen mod svenskerne under kommando af rigsrådsmand Greger Magnusson, mens borgmester Hein Hoyer kæmpede med sin Hamburg-eskadron mod Barnims danske flåde. Wismar-eskadronen under borgmester Johann Bantzkow og rådmand Hinrik van Haren greb ikke ind i kampen i tide.
Lübeckerne vandt i første omgang mod svenskerne. Lübeckerne var i stand til at gå ombord på flere af de nordiske skibe, erobre datidens Dannebrog og fange Greger Magnusson. Men danskerne vandt over hamburgerne. Under det nordiske modangreb blev Hamborg-eskadronen drevet på grund i lavvandede områder uden for København og forladt af de tilbagegående Lübeck-skibe. Danskerne erobrede ikke kun Hamborg-skibene, men også hele den nu forsvarsløse handelsflåde inden den 25. juli.
Nederlaget førte til politisk uro i hansestæderne, Steen blev afsat, fordrevet og smidt i tårnfængslet ved Lübeck-staldene i tre år; Van Haren blev lynchet af Wismar-pøblen, og Bantzkow blev offentligt henrettet. Hoyer forblev i dansk fangenskab indtil krigens slutning i 1432. Greger Magnusson forblev fanget i Lübeck lige så længe.